# Сильвас, Люси
Люси Сильвас (англ. Lucie Silvas, настоящее имя — Люси Джоан Сильверман, англ. Lucie Joanne Silverman, р. 4 сентября 1977) — британская исполнительница и автор песен.

## Ранние годы жизни
Люси Сильвас родилась в семье новозеландца и шотландки в английском городе Кингстон-апон-Темс. Её родители были меломанами, а мать к тому же оперной певицей, что повлияло на увлечение Люси музыкой.
Когда Люси было два года, её семья переехала в Окленд, Новая Зеландия, и вернулась обратно в Англию, когда Люси было 13 лет. С детства Люси являлась участницей молодёжных еврейских движений, а вернувшись в Англию начала петь в хоре Уимблдонской синагоги.

## Первый альбом
В 2000 году Люси подписала договор с лейблом EMI Records и в мае того же года выпустила дебютный сингл «It’s Too Late», который поднялся до 62 места в британских чартах. Планы по выходу альбома «Forget Me Not» расстроились из-за расторжения договора с EMI.

## Написание песен
В 2001 году Люси заключила контракт с Chrysalis Records как автор песен. Написанные ею песни были записаны и выпущены такими британскими артистами как Сара Вотмор, Гарет Гейтс, Рэйчел Стивенс, Liberty X. Ещё одной успешной песней Сильвас, написанной для другого исполнителя, стала песня 'Who am I', исполненная Уиллом Янгом. Она была выпущена в 2006 году и заняла 11 позицию в чартах Великобритании Вместе с написанием песен для Британских исполнителей, Сильвас написала песню «Sombras», первый сингл Наталии Родригес (испанская певица) с третьего альбома Natalia, в 2004 году. Другой песней, написанной Сильвас в этом году, стала композиция 'I’m Not Your Girlfriend' для испанского певца Cristie.

## Breathe In
В 2003 году на лейбле Mercury Records Люси начала запись своего второго альбома «Breathe In», который был выпущен в конце 2004 года и стал её официальным дебютом. Большинство песен альбома были написаны Люси в соавторстве с Джуди Тцуке, у которой Люси работала на бэк-вокале несколько лет. Первый сингл с альбома «What You Are Made Of» стартовал в британских чартах с 7 позиции, а через несколько недель и сам альбом на 11 позиции.
После релиза альбома в Англии Люси представила его в Европе, где был выпущен специальный сингл Nothing Else Matters, кавер песни группы Metallica. Альбом был переиздан в Нидерландах в виде специального двухдискового издания, включающего запись нидерландского концерта. Люси также перезаписала сингл «What You Are Made Of» для Франции и Испании в виде дуэтов с Грегори Лемаршалем и Антонио Ороско соответственно.
Люси приступила к своему второму туру по Великобритании под названием The Don’t Look Back UK tour, стартовавшем в Брайтоне 2 ноября 2005 года. Альбом Breathe In был оценнен как платиновый в Великобритании.

## The Same Side
Второй альбом Люси The Same Side был записан в конце 2006 года. Он был выпущен в Октябре 2006 в Нидерландах и в Марте 2007 в Великобритании и остальных странах Европы. Премьера первого сингла, «Last Year», состоялась в эфире BBC Radio 2 в конце Августа 2006, и дуэт с Марко Борсато, «Everytime I Think of You», в Нидерландах. Продюсером альбома The Same Side стал Дантон Саппл, который также продюсировал альбом Coldplay X&Y. В Нидерландах «Everytime I Think of You» занял #35 строку чарте скачивания и достиг верхней строки Dutch Top 40 в течение ближайших 3 недель. Он стал первым синглом Люси, занявшим верхнюю позицию в Нидерландах.
«Last Year» стал первым синглом в Великобритании и достиг #79 строки и #114 в Ирландии. Принимая во внимание эту неудачи Mercury Records решила отложить релиз нового альбома в Великобритании, который был назначен на октябрь 2006; релиз был перенесен на 12 марта 2007.
Вторым синглом стала композиция «Sinking In», песня в стиле поп/рок. Релиз состоялся 5 Марта 2007 года в Великобритании и Ирландии. Сингл был выпущен только для скачивания и не вызвал особого интереса и не вошёл не в один чарт.
Альбом занял #62 строку в британском чарте альбомов в первую же неделю. Было продано 8,000 копий через неделю после даты релиза. Во вторую неделю вошёл в хит-парад Top 100. Было распродано ещё только 2,000 копий. DVD релиз состоялся в Нидерландах.

## Планы
После неудачи альбома «The Same Side» в завоевании чартов последовал разрыв контракта с лейблом.
Люси провела последние месяцы работая над новой музыкой в Нашвилле, Теннесси и в Нью-Йорке, а также в британских студиях. Было записано несколько демозаписей и выложено на различные сайты в интернете, такие как официальная страница Люси на Myspace. В августе 2009 стало известно, что Люси работает с австралийской певицей Дельтой Гудрем. В сентябре 2009 Сильвас также рассказала поклонникам на Твиттере, что она работает над подготовкой нового материала к выходу в 2010 году и планирует отправиться в тур по Европе. В Феврале 2010 Сильвас работала с Надин Койлиз Girls Aloud.

## Дискография
- 2004 — Breathe In
- 2006 — The Same Side
- 2015 — Letters to Ghosts